# قبس بهي
قبس بهي (الاسم العلمي:Phlox speciosa) هو نوع من النباتات يتبع جنس القبس من الفصيلة البولامونيونية.